# Lei do Serviço Militar Popular
A Lei do Serviço Militar Popular ou Lei do Serviço Militar do Povo (birmanês:  မြန်မာနိုင်ငံ၏ ပြည်သူ့စစ်မှုထမ်းဥပဒေ) é uma lei de recrutamento obrigatório promulgada pela junta militar governante em Mianmar. Inicialmente elaborada em 2010 pelo Conselho de Estado para a Paz e Desenvolvimento, a junta militar mianmarense anterior, a lei foi aplicada em 10 de fevereiro de 2024, em resposta à Guerra Civil de Mianmar em andamento.

## Histórico

### História da conscrição em Mianmar
O serviço militar obrigatório em Mianmar remonta a meados da década de 1950, com líderes militares inicialmente propondo-o devido a temores de potenciais invasões por países vizinhos. O Projeto de lei do Serviço Nacional foi redigido em 1955, mas somente levado ao parlamento para ser promulgado sob o governo interino de 1958 a 1960, com seu estatuto de aplicação sendo pouco claro.
Antes de 1988, os militares dependiam principalmente de voluntários para repor suas fileiras, usando as disposições do Projeto de lei do Serviço Nacional para alistar especialistas técnicos como médicos e engenheiros. O recrutamento forçado se tornou predominante após a Revolta 8888 e a subsequente expansão militar. Relatórios indicaram recrutamento arbitrário de indivíduos, incluindo menores, para o Tatmadaw e outros grupos de milícias sem leis específicas de serviço militar obrigatório.
Apesar do recrutamento forçado generalizado, a liderança militar hesitou em implementar o recrutamento obrigatório, temendo dissidência interna que pudesse ameaçar o regime. Quando a lei de recrutamento foi apresentada em 4 de novembro de 2010, gerou pânico e críticas públicas significativas, levando os governos quase civis de 2011 a 2021 a adiar sua aplicação. Foi somente em 10 de fevereiro de 2024, após o golpe de Estado de 2021 e o início da Guerra Civil de Mianmar, que o regime militar aplicou o recrutamento obrigatório sob a Lei do Serviço Militar do Povo.

### Guerra Civil
A exigência do recrutamento obrigatório em Mianmar revela uma escassez significativa de pessoal militar, com estimativas mostrando uma redução drástica nas forças militares da junta de cerca de 300.000 para 400.000 antes da guerra civil para aproximadamente 130.000 no final de 2023. Relatórios falsos e dados inflacionados de pessoal podem ter enganado a liderança da junta, levando a uma sensação de complacência sobre a força e capacidade reais dos militares.
A falta de tropas terrestres obrigou os militares a ceder o controle sobre grandes territórios, incluindo regiões urbanas importantes e instalações militares estrategicamente vitais, marcando as perdas mais substanciais de sua história. Apesar da dependência inicial de ataques aéreos e armamento pesado para compensar a escassez de tropas, a falta de efetivos continuou a ser um fator desmoralizante significativo para os militares. O sucesso da Operação 1027 e outras ofensivas rebeldes levou a uma sensação de urgência na aplicação das leis de recrutamento.

## Disposições
A lei destina-se a indivíduos elegíveis para o recrutamento, incluindo homens de 18 a 35 anos e mulheres de 18 a 27 anos, com disposições que permitem o recrutamento de indivíduos mais velhos classificados como "profissionais" até as idades de 45 e 35 anos, respectivamente. Penalidades são impostas por evasão do serviço militar ou auxílio a outros na evasão do recrutamento.

## Aplicação
De acordo com Tom Andrews, o Relator Especial da ONU sobre a situação dos direitos humanos em Mianmar, jovens teriam sido sequestrados das áreas urbanas de Mianmar e coagidos a se alistarem no exército. Além disso, os relatórios sugerem que os aldeões foram forçados a servir como carregadores e escudos humanos.
O regime declarou que pretende recrutar 60.000 homens anualmente por meio desta lei.

## Impacto
A implementação do recrutamento obrigatório sob a Lei do Serviço Militar Popular aumentou a instabilidade em Mianmar e levantou alarmes sobre a segurança e o bem-estar das populações civis. A lei intensificou os apelos por intervenção internacional para proteger comunidades vulneráveis e evitar mais violência e violações de direitos humanos no país. Tom Andrews, o Relator Especial da ONU sobre a situação dos direitos humanos em Mianmar, chamou isso de um ataque aos direitos civis no país.

### Êxodo
Como resultado da aplicação da lei, milhares de jovens começaram a fugir do país para evitar serem levados para o recrutamento obrigatório. A Deutsche Welle também relatou que "milhares" de jovens estavam fugindo pela fronteira para a Tailândia para escapar do recrutamento.

### Retaliação
Em resposta à promulgação da lei pela junta militar mianmarense, houve um aumento nos ataques retaliatórios contra autoridades locais envolvidas na execução de esforços de recrutamento. Dirigentes rebeldes e moradores relatam que pelo menos 17 autoridades foram mortas desde que o projeto de lei foi implementado no início de março, até 27 de março, com o número de assassinatos triplicando em apenas uma semana. Esse número cresceu para pelo menos 37 autoridades locais em 13 de abril de 2024.
Além disso, vários edifícios usados pela junta militar para recrutar pessoas foram incendiados em circunstâncias misteriosas, especialmente nos municípios de Hinthada e Yegyi. As forças rebeldes alertaram os administradores para não aplicarem a lei e, como resultado, vários administradores renunciaram, citando a impossibilidade de suas funções. 21 administradores no município de Thandwe, em Rakhine, renunciaram coletivamente, mais de um terço dos 62 administradores da vila de Thandwe. Renúncias semelhantes ocorreram nos municípios de Thanlyin e Sanchaung, na Região de Yangon, e na Região de Bago.